# 真傳正宗琴譜
《真傳正宗琴譜》，古琴譜，明楊掄（字鶴浦）輯。

## 琴譜介紹
全書分正、續兩集。正集稱《太古遺音》，不分卷。卷首有己丑進士李文芳序，序後有南陽李柱史贈句及楊掄小象，後爲論琴，再後爲曲譜，共三十曲，皆有詞之譜。譜末有呂蘭谷跋。續集稱《伯牙心法》，不分卷，共收《高山》、《流水》等七曲。